# Pin AAA

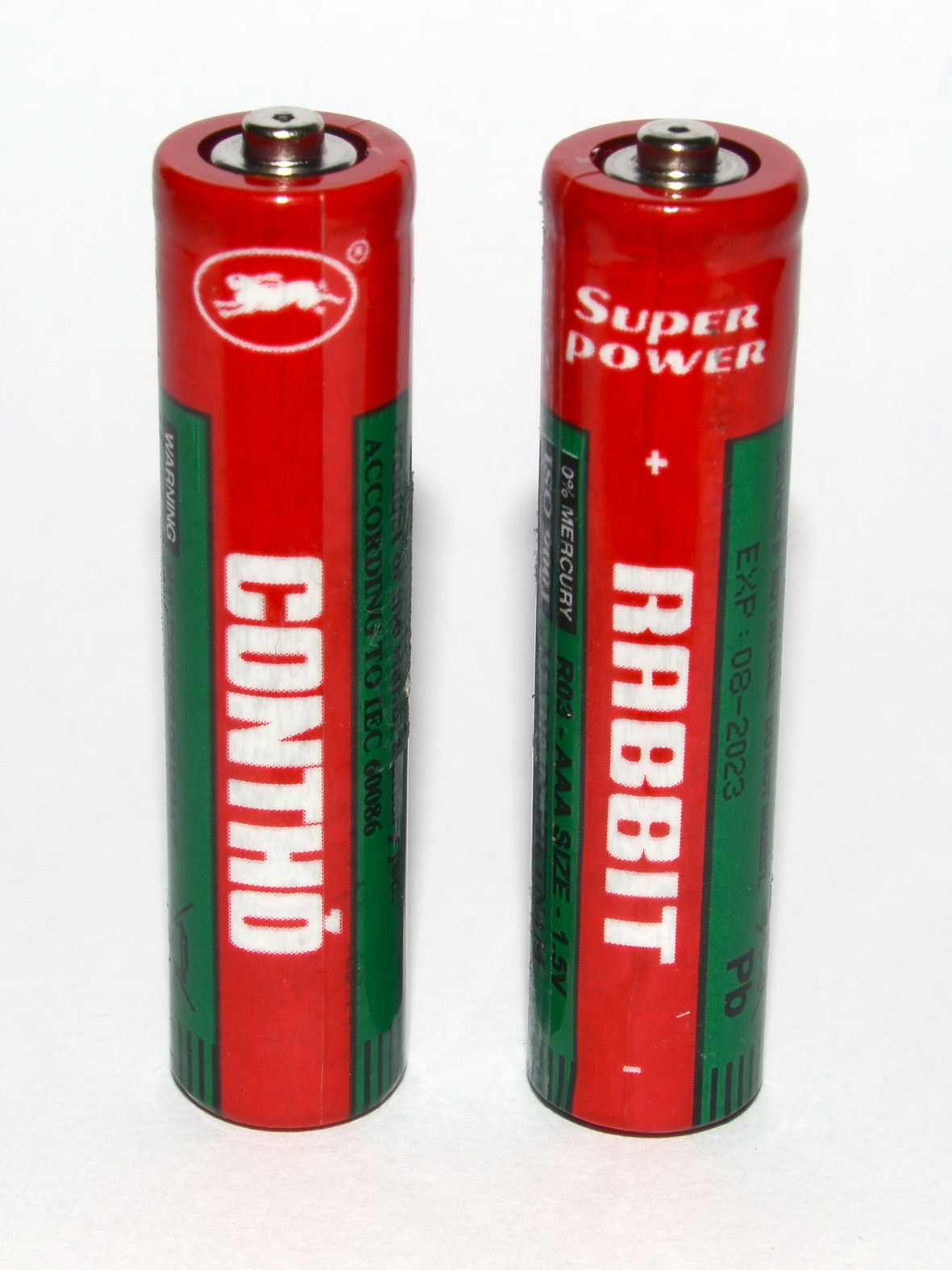
AAA batteries

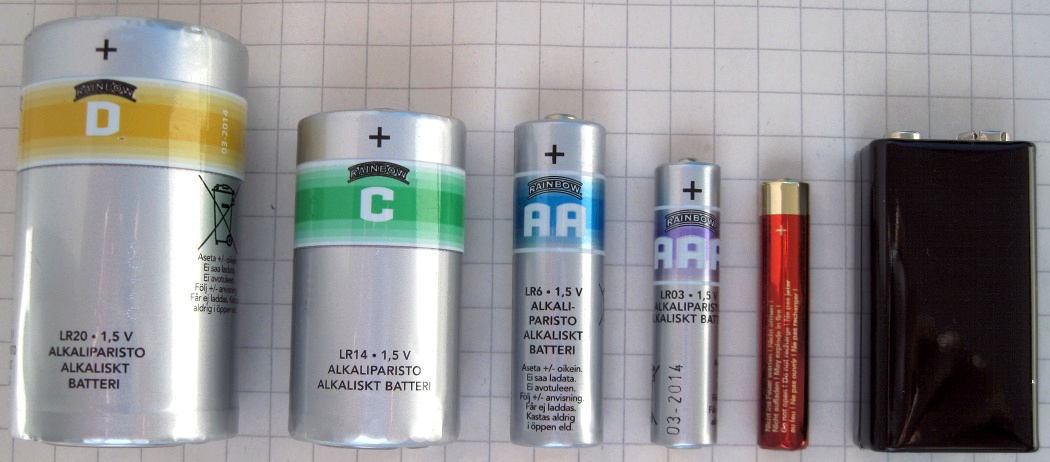
Pin D, C, AA, AAA, AAAA, và pin 9-vôn

Pin AAA hoặc pin ba chữ A là một loại pin khô kích cỡ tiêu chuẩn thường được dùng trong các thiết bị điện tử cầm tay. Một pin kẽm-cacbon với kích cỡ này được IEC phân loại là "R03", được ANSI C18.1 phân loại là "24", theo chuẩn JIS cũ là "UM 4", và còn nhiều khác biệt dựa theo tính chất hóa học cụ thể của pin.
Pin AAA là một pin đơn và có đường kính 10.5 mm và chiều dài 44,5 mm, bao gồm nút cực dương nhô lên, tối thiểu là 0,8 mm. Đầu cực dương có đường kính cực đại 3,8 mm; đầu cực âm phẳng có đường kính tối thiểu 4,3 mm. Pin AAA kiềm nặng khoảng 11.5 g, còn pin AAA lithi nặng khoảng 7.6g. Pin sạc nickel–hydride kim loại (NiMH) AAA nặng khoảng 14–15 g (0,49–0,53 oz).